# NBC Weather Plus
A NBC Weather Plus foi é um canal 24 horas sobre o tempo em televisão aberta e por cabo nos Estados Unidos de propriedade da NBCUniversal. Foi criado em 15 de novembro de 2004 e encerrado em 31 de dezembro de 2008.